# 羅伯茨費里 (加利福尼亞州)
羅伯茨費里（英語：Roberts Ferry）是位於美國加利福尼亞州斯坦尼斯洛斯縣的一個非建制地區。該地的面積和人口皆未知。

## 地理
羅伯茨費里的座標為37°38′08″N 120°37′05″W / 37.63556°N 120.61806°W，而該地的平均海拔高度為37米（即121英尺）。